# Manca Jurič
Manca Jurič (født 18. januar 1995 i Ljubljana, Slovenien) er en kvindelig slovensk håndboldspiller, der spiller for RK Krim og Sloveniens kvindehåndboldlandshold.
Hun blev udtaget til landstræner Dragan Adžić' trup ved VM i kvindehåndbold 2021 i Spanien, hvor det slovenske hold blev nummer 17.